# РД-701
«РД-701» (Ракетный двигатель 701) — российский жидкостный ракетный двигатель (ЖРД) производства НПО «Энергомаш», выполнен по схеме с дожиганием окислительного генераторного газа. Трёхкомпонентный ЖРД для многоразовой транспортно-космической системы МАКС. Окислителем является жидкий кислород, компонентами топлива же служат керосин или жидкий водород. В зависимости от используемого двигателем режима, может использоваться смесь топлив или только водород.
Кислородно-водородный режим предназначен для использования в вакууме, где удельный импульс является максимальным. Для первоначального разгона используется керосин, для дальнейшего ускорения водород. Такая схема позволяет использовать топливо с наименьшей плотностью там, где эффективность двигателя максимальна, что имеет эффект в виде уменьшения объёма баков и, соответственно, их массы примерно на 30 %. Режим с использованием керосина характеризуется значением давления в основной камере сгорания («ОСГ») равным 300 бар, что является наибольшим значением среди ЖРД на 2009 год. Также на базе РД-701 разработана однокамерная версия «РД-704».

## Описание двигателя
Двухкамерный РД-701 имеет 2 рабочих режима.
В первом режиме в каждую камеру сгорания подаются 3 компонента: керосин (расход — 73,7 кг/с), жидкий водород (29,5 кг/с) и жидкий кислород (388,4 кг/с). Этот режим предназначен для работы на начальной стадии полёта в нижних слоях атмосферы. Тяга (на высоте 10 км) — 2 × 1890,2 кН, удельный импульс — 3 845 м/с.
Во втором режиме в каждую камеру подаются только 2 компонента: водород (24,7 кг/с) и кислород (148,5 кг/с). Этот режим включается на высотном участке траектории, и в нём развивается тяга (в пустоте) 2 × 784,5 кН, удельный импульс — 4 532 м/с.
В форсуночных головках камер сгорания устанавливаются 3 группы форсунок — каждая для соответствующего компонента. Во втором режиме группа керосина не работает. Охлаждающий компонент в обоих режимах — водород.

## РД-704
РД-704 является уменьшенной версией РД-701, в которой используется те же компоненты и та же схема работы двигателя, но с использованием одной камеры предварительного сгорания, одного сопла и одной ОСГ.